# Oblast Koersk
De oblast Koersk (Russisch: Курская область, Koerskaja oblast) is een oblast (bestuurlijke eenheid) in het zuidwesten van de Russische Federatie. Het grenst aan Oekraïne. Belangrijke steden zijn de hoofdstad Koersk (440.000 inwoners) en Zjeleznogorsk (100.000 inwoners).
In de oblast ligt de grootste bekende ijzerertsvoorraad ter wereld die daar een magnetische anomalie veroorzaakt. Andere belangrijke grondstoffen naast het ijzer zijn goud, uranium en platina. Naast de ijzerontginning zijn verder de chemische en de voedselindustrie van belang.
De landbouw is er ook zeer productief dankzij de aanwezige vruchtbare zwarte aarde.
De sovjetpoliticus en partijleider Nikita Chroesjtsjov werd in deze oblast geboren, in de plaats Kalinovka.
Tijdens de Tweede Wereldoorlog werd in deze regio tussen het Duitse leger en het Russische Rode Leger gestreden in de Slag om Koersk, de grootste tankslag uit de geschiedenis.
In augustus 2024 viel Oekraïne het oblast binnen als onderdeel van de Russisch-Oekraïense oorlog.

## Demografie
| 1926      | 1939      | 1959      | 1970      | 1979      | 1989      | 2002      |
| --------- | --------- | --------- | --------- | --------- | --------- | --------- |
| 1.846.000 | 1.773.000 | 1.483.000 | 1.474.000 | 1.399.000 | 1.339.000 | 1.235.100 |

## Politiek
De oblast werd van 1996 tot 2000 geleid door de enige vicepresident uit de Russische geschiedenis; Aleksandr Roetskoj (1991-1993). Hij kwam tegen president Jeltsin in opstand tijdens de Russische constitutionele crisis van 1993 en benoemde zichzelf tot interim-president van Rusland. Nadat het Russische Witte Huis met geweld was bestormd, werd Roetskoj gevangengezet, maar kort daarop weer vrijgelaten na een amnestieverlening door de nieuwe Staatsdoema. Nadat zijn poging om met zijn populistische nationale partij Derzjava in 1995 in de Doema te komen was mislukt, besloot hij zich niet verkiesbaar te stellen als president, maar om in plaats daarvan in zijn thuisoblast mee te doen aan de gouverneursverkiezingen. Zijn gezamenlijke combinatie van communisten en "vaderlandse krachten" werd aanvankelijk uitgesloten van verkiezingsdeelname, maar het Russische hooggerechtshof oordeelde een paar dagen voor de verkiezingen dat hij toch mocht meedoen. Hij won daarop de verkiezingen met 76% van de stemmen. Tijdens zijn ambtstermijn ontsloeg hij meer dan 200 verschillende districtshoofden binnen de oblast en door zijn politieke tegenstanders werd hij regelmatig beschuldigd van nepotisme en incompetentie. Zo liet hij bijvoorbeeld nadat hij 6 maaidorsers had besteld in Duitsland en er geen geld was om ze per trein te vervoeren, ze over de weg naar de oblast Koersk rijden. Bij aankomst waren de maaidorsers versleten.
Bij de gouverneursverkiezingen van 2000 werd Roetskoj uitgesloten van verkiezingsdeelname vanwege een futiliteit; zijn auto was niet geregistreerd. Volgens analisten was dit echter onder druk van het Kremlin gebeurd. Het Kremlin schoof vervolgens een eigen kandidaat naar voren, maar de bevolking stemde massaal op de communist Aleksandr Michailov, die bekendstaat om zijn demagogische uitspraken. In 2004 had hij zijn lidmaatschap van de CPRF in de ijskast geplaatst. Daar hij vreesde voor zijn herverkiezing, kwam hij naar Moskou om Poetin te vragen om zijn steun, die hij daarop meteen kreeg. In 2005 stapte hij daarop wel over naar Verenigd Rusland. Zijn insinuaties richting oud-gouverneur Roetskoj als zou hij een "schurk en een dronkaard" zijn, leverden hem in 2006 een rechtszaak op wegens smaad.